# Made in America (Obitelj Soprano)
"Made in America" je 86., posljednja epizoda HBO-ove televizijske serije Obitelj Soprano. To je deveta epizoda druge polovice šeste sezone, odnosno 21. ukupno u šestoj sezoni serije. Napisao ju je i režirao autor serije David Chase, a originalno je emitirana 10. lipnja 2007. 
"Made in America" snimljena je u veljači i ožujku 2007. te označava Chaseov prvi redateljski izlet od pilota. Na dan premijere je privukla 11,9 milijuna gledatelja. Prvotne kritičarske reakcije bile su povoljne, dok su one gledatelja bile podijeljene; međutim, s vremenom su su dojmovi kritičara i obožavatelja popravili. Epizoda je osvojila Emmy za najbolji scenarij dramske serije, nagradu Eddie za najbolju montažu, a nominirana je i za nagradu Ceha američkih redatelja. Završna scena "Made in America" i posljednji kadar bili su predmet diskusija, kritika i analiza, ali i parodija.

## Radnja
Nakon rata između dviju mafijaških obitelji u kojem je usmrćeno ili ranjeno nekoliko članova obitelji, Tony se probudi u sigurnoj kući gdje su odsjeli on i njegovi najbliži suradnici. Tony se sastaje s agentom FBI-a Dwightom Harrisom kako bi razmijenili informacije. Međutim, Harris odbije odati lokaciju Phila Leotarda. Tony posjećuje svoju obitelj u odvojenoj sigurnoj kući u kojoj sada žive.
FBI pozorno promatra sprovod Bobbyja Baccalierija, kojeg pohode Tony i njegova ekipa. Phil razgovara s Butchom DeConcinijem te izražava ljutnju zbog Butcheva propalog pokušaja likvidacije Tonyja.
Dogovara se sastanak između dviju zaraćenih obitelji. Tony i Paulie sastaju se s Butchom, Albiejem Cianfloneom i Little Carmineom iz obitelji Lupertazzi te dogovore primirje. Butch ne odaje Tonyju Philovu lokaciju, ali mu kaže: "Učini što moraš učiniti." Agent Harris nazove Tonyja i otkrije mu da je Phil koristio telefonske govornice u Oyster Bayu na Long Islandu. Tonyjeva ekipa nadgleda benzinske postaje s govornicama na tom području, ali ne uspijevaju locirati Phila.
S dogovorenim primirjem, Tony se vraća u svoj dom u North Caldwellu te se za njega, njegovu obitelj i ekipu život vraća u normalu. Iznimka je A.J. koji se, nakon što je gledao kako mu eksplodira terenac koji je parkirao na suho lišće, pridružuje vojsci. Tony i Carmela razgovaraju o posljednjem nizu događaja s A.J.-evim terapeutom, a Tony razgovara i o svojem životu i djetinjstvu. Tony i Carmela skrenu sinu pozornost s vojske sredivši mu posao u producentskoj kući Little Carminea i novim automobilom. Meadow i Patrick Parisi planiraju svoje vjenčanje. 
Benny Fazio i Walden Belfiore presretnu Phila na benzinskoj postaji; dok Phil razgovara sa svojom ženom, Walden ga ubije hicem u glavu.
Tony u bolnici posjećuje komatoznog Silvia. Tonyjev odvjetnik, Neil Mink, obavještava Tonyja da netko svjedoči pred velikom porotom te da će Tony vjerojatno biti optužen. Tony kasnije u psihijatrijskoj ustanovi posjećuje svoga strica Juniora. Dementni Junior jedva prepoznaje nećaka i zbuni se kad ga Tony pokuša podsjetiti na njegovu uključenost u "našu stvar", nakon čega ga Tony ostavi sa suzom u oku. 
Tony se zatim sastaje s obitelji u restoranu, stigavši prvi. Carmela stiže iza njega i potvrđuje da će Carlo Gervasi svjedočiti protiv obitelji DiMeo. Zatim stiže A.J. i trojac razgovara uz predjelo. Čovjek, koji je netremice zurio u Tonyja dok je sjedio ondje, ustaje se sa šanka i pogleda Tonyja dok ulazi u zahod. Dok Meadow ulazi u restoran, Tony podigne pogled prema vratima.

## Glavni glumci
- James Gandolfini kao Tony Soprano
- Lorraine Bracco kao dr. Jennifer Melfi (samo potpisan)
- Edie Falco kao Carmela Soprano
- Michael Imperioli kao Christopher Moltisanti (samo potpisan)
- Dominic Chianese kao Corrado Soprano, Jr.
- Steven Van Zandt kao Silvio Dante
- Tony Sirico kao Paulie Gualtieri
- Robert Iler kao A.J. Soprano
- Jamie-Lynn Sigler kao Meadow Soprano
- Aida Turturro kao Janice Soprano
- Frank Vincent kao Phil Leotardo
- Ray Abruzzo kao Little Carmine
- Sharon Angela kao Rosalie Aprile
- Maureen Van Zandt kao Gabriella Dante
- Dan Grimaldi kao Patsy Parisi

### Gostujući glumci
- Rick Aiello kao Ray-Ray D'Abaldo
- Frank Albanese kao Pat Blundetto
- T.J. Allen kao tinejdžer #4
- Greg Antonacci kao Butch DeConcini
- Daniel Bacote kao tinejdžer #3
- Rajesh Bose kao poslovođa benzinske postaje
- Carl Capotorto kao Little Paulie Germani
- Max Casella kao Benny Fazio
- John Cenatiempo kao Anthony Maffei
- John 'Cha Cha' Ciarcia kao Albie Cianflone
- Paolo Colandrea kao čovjek u jakni Members Only
- Patrick Joseph Connolly kao vozač kamiona u restoranu
- Miryam Coppersmith kao Sophia Baccalieri
- Michele DeCesare kao Hunter Scangarelo
- Danielle Di Vecchio kao Barbara Giglione
- Michael Drayer kao Jason Parisi
- Saidah Arrika Ekulona kao turistički vodič
- Frank John Hughes kao Walden Belfiore
- Michael H. Ingram kao agent FBI-a
- Patti Karr kao starica u restoranu
- Du Kelly kao Afroamerikanac #1 u restoranu
- Michael Kelly kao agent Ron Goddard
- Alan Levine kao Lavoo
- Geraldine LiBrandi kao Patty Leotardo
- Jeffrey M. Marchetti kao Peter LaRosa
- David Margulies kao Neil Mink
- Angelo Massagli kao Bobby Baccalieri Jr.
- Peter Mele kao George Pagilieri
- Melanie Minichino kao Tara Zincone
- Colleen Morris kao dadilja
- Arthur J. Nascarella kao Carlo Gervasi
- Henry O'Neill kao mladić u restoranu
- Frank Pando kao agent Frank Grasso
- Matt Pepper kao agent Ron Gosling
- Joseph Perrino kao Jason Gervasi
- Donna Pescow kao Donna Parisi
- Sharrieff Pugh kao Afroamerikanac #2 u restoranu
- Avery Elaine Pulcher kao Domenica Baccalieri
- Emily Ruth Pulcher kao Domenica Baccalieri
- Shortee Red kao tinejdžer #1
- Anthony J. Ribustello kao Dante Greco
- Adrianne Rae Rodgers kao mlada žena u restoranu
- Rydell Rollins kao tinejdžer #2
- Amy Russ kao agentica FBI-a
- Anita Salvate kao Mary
- Daniel Sauli kao Patrick Parisi
- Carol Scudder kao konobarica u restoranu
- William Severs kao starac u restoranu
- Jimmy Spadola kao čovjek u restoranu
- Jenna Stern kao dr. Doherty
- Don Striano kao svećenik
- Ed Vassallo kao Tom Giglione
- Emily Wickersham kao Rhiannon Flammer
- Tony White kao dežurni službenik

## Umrli
- Phil Leotardo: ustrijeljen na benzinskoj postaji po naredbi Tonyja Soprana.

### Naslovna referenca
- Naslov se odnosi prije svega na samu seriju u cjelini koja je producirana u Americi prije i poslije terorističkih napada 11. rujna 2001. Konstantna prijetnja Americi usporediva je s konstantnom opasnošću s kojom se suočava Tony.
- U epizodi postoji mnoštvo referenci na Ameriku u smislu politike i društvene svijesti: A.J. komentira ispraznost američkog načina života; agenti FBI-a razgovaraju o terorizmu u Americi; nekoliko se puta pojavljuje američka zastava, kao u posljednjoj sceni gdje se nalazi na kapi vozača kamiona koji dolazi u restoran.

### Reference na prijašnje epizode
- Tony na sastanku s A.J.-evom terapeutkinjom počne pričati o svojoj majci i teškom djetinjstvu, baš kao u pilot-epizodi.
- A.J. kaže: "Always with the drama!" Tony je istu tu rečenicu izgovorio u epizodi "46 Long".
- U posljednjoj sceni u restoran ulaze dva neidentificirana crnca, referenca na epizodu "Unidentified Black Males".
- U posljednjoj sceni u restoran ulazi muškarac u jakni marke Members Only, referenca na istoimenu epizodu.
- Kad muškarac ulazi u zahod, nalazi se na "3 sata" u odnosu na Tonyja. To je referenca na epizode "From Where to Eternity" i "The Ride". U prvoj se Christopher probudi iz kome i kaže da su mu duhovi Mikeyja Palmicea i Brendana Filonea rekli da prenese Paulieju: "U 3 sata." U potonjoj se Paulie probudi u tri ujutro iščekujući rezultate biopsije; od te je epizode Paulie postao opsjednut tim vremenom.
- Nakon što je Phil ustrijeljen u glavu, on pada pored svog terenca koji se počinje kretati i kotačem mu zgnječi glavu. U epizodi "The Blue Comet" Phil je rekao kako namjerava "obezglaviti" obitelj DiMeo.

### Reference na druge medije
- U jednom od kvizova koji se emitiraju na televiziji spominje se televizijska serija Maude.
- Tony jede naranču dok mu se život nalazi u opasnosti. Naranče su u trilogiji Kum simbolizirale opasnost i smrt. Osim toga, muškarac koji u restoranu promatra Tonyja odlazi u zahod kao Michael Corleone u Kumu kad je iza vodokotlića uzeo postavljeni pištolj i ubio odgovorne za pokušaj ubojstva njegova oca. A.J. u epizodi "Johnny Cakes" kaže Tonyju kako je htio ubiti Juniora jer mu je Tony rekao da mu je najdraži dio Kuma bio onaj u kojem Michael osvećuje oca.
- Ugledavši A.J.-a kako trči uz cestu, Tony počne imitirati glazbenu temu iz Rockyja.
- U razgovoru se spominju Američki idol, mjuzikl Komadi iz snova i 79. dodjela Oscara.
- Tonyjeva ekipa na televiziji gleda epizodu Zone sumraka "The Bard", koja govori o scenaristu koji u potrazi za briljantnim scenarijima pomoću crne magije traži savjet Williama Shakespeara.
- Na televiziji se prikazuju kvizovi The Joker's Wild i The New Tic Tac Dough te film Mala Miss Amerike.

## Produkcija

### Koncept, razvoj i scenarij
Autor serije David Chase planirao je završetak serije i posljednju scenu tijekom 21-mjesečne stanke između pete i šeste sezone. Posljednja je scena snimljena gotovo identično Chaseovoj zamisli. Nije bila zamišljena kao predigra za kasniji film, iako je Chase kasnije komentirao "možda će doći dan kad ćemo nešto smisliti". Predsjednik HBO-a Chris Albrecht bio je taj koji je sugerirao Chaseu da okonča seriju šestom sezonom.
Kao što je to bio slučaj sa svakom epizodom u sezoni, scenarij za "Made in America" razvili su Chase i njegov scenaristički tim, koji su za posljednju sezonu sačinjavali izvršni producenti Terence Winter i Matthew Weiner te nadzorni producenti i scenaristički tim Diane Frolov i Andrew Schneider. Česti redatelj Tim Van Patten također je Chaseu dao neke sugestije oko priče.
Rečenica "Damn! We're gonna win this thing!" ("Dovraga! Dobit' ćemo ovu stvar!"), koju je u epizodi promrmljao lik Matta Servitta agent Harris nakon što je obavješten o smrti Phila Leotarda, aluzija je na bivšeg FBI-eva nadzornika Lindleyja DeVecchia koju je Chase odlučio uključiti u scenarij. DeVecchio je promrmljao rečenicu nakon što mu je rečeno da je Lorenzo "Larry" Lampasi ustrijeljen i ubijen ispred svoga doma u Brooklynu, a kasnije je optužen za doušništvo, što je još jedna paralela na odnos između Tonyja i Harrisa.

### Snimanje
Snimanje je započelo krajem veljače, a dovršeno je krajem ožujka 2007. "Made in America" snimljena je na lokaciji u okrugu Essex u New Jerseyju i Brooklynu, Manhattanu i New York Cityju u New Yorku. Dodatne interijerne scene - uključujući kadrove doma Sopranovih i stražnje sobe Bada Binga - snimljene su u zvučnom studiju u Silvercup Studiosu u New Yorku. Posljednja scena snimljena je krajem ožujka 2007. u Holsten's Brookdale Confectioneryju, slastičarnici u Bloomfieldu u New Jerseyju. Mjesno vijeće Bloomfielda pokušalo je spriječiti HBO u snimanju u mjestu jer su smatrali da "HBO-ova mafijaška drama vrijeđa talijanske Amerikance" te su glasovali za zabranu dozvole snimanja. Međutim, kako vijeće nije imalo ovlasti za prekid snimanja u mjestu sve dok je produkcijska ekipa ispunjavala uvjete propisane propisima za snimateljske ekipe, dozvola je kasnije izdana.
Kako su producenti morali osigurati da radnja epizode ostane tajna do emitiranja, snimili su nekoliko lažnih završetaka, a scenarijima podijeljenima članovima ekipe nedostajale su posljednje stranice.
"Made in America" režirao je Chase; bio je to njegov prvi redateljski izlet od pilot-epizode, koja je snimljena 1997.

### Postprodukcija
"Made in America" montirao je Sidney Wolinsky, jedan od tri montažera serije, pod Chaseovim nadzorom. 
Chase je isprva htio da crni ekran na kraju epizode traje "sve do HBO-ova poznatog zvuka", što je značilo da se na kraju ne bi vrtjela odjavna špica s kreditima, ali nije dobio odobrenje od Ceha američkih redatelja.

### Glazba
- Na početku epizode svira "You Keep Me Hangin' On" Vanilla Fudgea.
- Dok Tony i Paulie na aerodromu čekaju agenta Harrisa, na radiju svira "Denise" sastava Randy & The Rainbows.
- Na Bobbyjevu bdijenju u Vesuviu sviraju "Četiri godišnja doba" Antonija Vivaldija.
- A.J. i Rhiannion u njegovu automobilu slušaju "It's Alright, Ma (I'm Only Bleeding)" Boba Dylana.
- Dok Tony i Pat razgovaraju u stražnjoj sobi Bada Binga, u pozadini se čuje "I Dreamed, I Dream" Sonic Youtha.
- Kad se Paulie u Satriale'su prestravi mačkom, svira "Pretty Little Angel Eyes" Curtisa Leeja.
- "I Heard It Through the Grapevine" Creedence Clearwater Revivala svira kad Tony Paulieju nudi promociju.
- Kad Neil Mink donosi loše vijesti, u Bingu svira "The Jam" Larryja Grahama.
- Kad A.J. odlazi s posla pokupiti djevojku, u pozadini svira "Scratch Your Name" sastava The Noisettes.
- Dok A.J. i Rhiannion gledaju televiziju, svira "Lifeboat Party" sastava Kid Creole and The Coconuts.
- "All That You Dream" Little Feata svira dok Tony dolazi u restoran.
- Tijekom završne scene svira "Don't Stop Believing" sastava Journey; scena se zacrni pri kraju pjesme, točno nakon rečenice "Don't stop". Pjevač sastava, Steve Perry, odbio je dopustiti Chaseu korištenje "Don't Stop Believing" u posljednjoj sceni sve dok nije saznao za sudbine glavnih likova te nije dao svoje odobrenje sve do tri dana prije emitiranja epizode. Bojao se da će pjesma ostati zapamćena kao soundtrack Tonyjevoj smrti, sve dok ga Chase nije razuvjerio.[13]

## Prijem

### Gledanost
Kad je "Made in America" prvi put emitirana na HBO-u u Sjedinjenim Državama u nedjelju 10. lipnja 2007., privukla je, prema Nielsonovoj tehnici mjerenja, 11,9 milijuna gledatelja. Bio je to porast od 49 posto u odnosu na prethodnu epizodu i najbolji rejting serije za oba dijela šeste sezone. Označila je i najveću gledanost još od premijere pete sezone.

### Prijem

#### Inicijalni
"Made in America" zaradila je uglavnom pozitivne inicijalne recenzije od kritike, dok su prvotne reakcije obožavatelja bile podijeljene. Tijekom tjedana nakon originalnog emitiranja epizode, "Made in America" i posebno njezina posljednja scena postali su predmet diskusija i analiza, s tim da su mnogi obožavatelji reevaluirali završetak. Alan Sepinwall iz The Star-Ledgera nazvao je finale "zadovoljavajućim" i napisao da se epizoda "savršeno uklapa sa svime što je Chase radio u seriji prije toga".
Mark Farinella iz The Sun Chroniclea napisao je da je to bio "savršen završetak savršene TV serije".
Frazier Moore iz Associated Pressa nazvao je epizodu "briljantnom" i napisao da je "Chase ostao dosljedan sebi".
Brian Zoromski s IGN-a ocijenio je "Made in America" sa 6,5 od 10, opisavši je kao "savršeno skrojenu za diskusije, sa završetkom koji je stvoren da uzruja i frustrira više gledatelja od onih koje će zadovoljiti".
Owen Gleiberman iz Entertainment Weeklyja nazvao je epizodu "savršenim završetkom" i za posljednju scenu napisao, "Šok od tog zacrnjivanja ekrana čudesan je način koji vas tjera da vrtite scenu opet iznova u svojim mislima. Umjesto da okonča seriju, taj blackout učinio je Obitelj Soprano vječnom".
Marisa Carroll s PopMattersa ocijenila je epizodu s 8 od 10 te posebno hvalila posljednju scenu kao jednu od najboljih u cijeloj seriji.
Tim Goodman iz San Francisco Chroniclea nazvao je posljednju epizodu "završetkom dostojnim genija Obitelji Soprano" te dodao kako je "Chase uspio, s tim završetkom, biti vjeran stvarnosti [...] dok u isto vrijeme skreće od ustaljenih televizijskih konvencija".
Prva recenzija kritičarke Chicago Tribunea Maureen Ryan bila je podijeljena; kritizirala je posljednju scenu zbog nedostatka raspleta. Ryan je kasnije napisala, "Isprva sam bila uistinu ljuta [...] i dalje mislim da je ono što je Chase učinio bilo, uz dužno poštovanje, pomalo ishitreno. Ali nekoliko minuta nakon završetka finala, počela sam se smijati".
Kim Reed s Television Without Pity ocijenila je finale s maksimalnih A+ i pohvalila ga jer je ostao dosljedan seriji.

#### Retrospektivni
Retrospektivne recenzije "Made in America" bile su pozitivne; epizoda je uvrštena na nekoliko popisa najboljih završetaka serija svih vremena. Alan Sepinwall iz The Star-Ledgera napisao je u eseju u kojem je analizirao završnicu godinu dana nakon originalnog emitiranja da je smatrao kako je epizoda "briljantna".
Arlo J. Wiley s Blogcriticsa 2009. je napisao, "fokusiravši se na posljednji dvoznačni kadar autora Davida Chasea, riskiramo da zaboravimo kako je 'Made in America' prelijepo strukturiran i iznesen sat televizijskog programa" te je uvrstio na osmo mjesto najboljih završetaka tečevizijskih serija u povijesti.
Stacey Wilson s Film.com iste je godine nazvala "Made in America" jednom od deset najboljih završetaka serija svih vremena i napisala: "Sirovo, surovo i bez vremena za emocionalna sranja, ovo je finale prekrasan završetak serije koja je otkrila ružnoću čovječanstva".
UGO ju je postavio na osmu poziciju najboljih završetaka TV serija, napisavši: "Bio je to dobar završetak. Tony nije umro. Niti Carmela ili netko od djece. Autor serije David Chase napisao je i režirao finale. Finale serije bila je Chaseova posljednja prilika da vas sjebe u glavu. Dobar posao s tvojom serijom, David Chase. Bila je sjajna."
TV Guide je uključio "Made in America" u svoj prilog "TV's Best Finales Ever", napisavši: "Što reći o ovom finalu što već nije rečeno? Dugoočekivani završetak sve je držao u iščekivanju da vide hoće li Tony konačno od ubojice postati ubijeni. Umjesto toga, dobili su Journey, obrok masnih kolutića i crni ekran. Ali činjenica da i dalje pričamo o tome dokazuje - što god to značilo - da je epizoda obavila svoje."

### Nagrade
"Made in America" 2007. je osvojila Emmy u kategoriji najboljeg scenarija dramske serije. Bila je to jedina kategorija u kojoj je epizoda nominirana. To je treći i posljednji put da je autor i izvršni producent serije David Chase osvojio nagradu za scenarij serije.
Chase je 2008. nominiran za nagradu Ceha američkih redatelja u kategoriji večernje dramske serije, ali je izgubio od još jednog redatelja koji je često radio na seriji Alana Taylora, koji je pobijedio za pilot-epizodu Mad Mena, serije koju je kreirao bivši scenarist Obitelji Soprano Matthew Weiner.
Sidney Wolinsky 2008. je osvojio nagradu Eddie u kategoriji najbolje montirane serije u trajanju od sat vremena za nekomercijalnu televiziju.

## Utjecaj

### Interpretacije posljednje scene
Posljednja scena "Made in America" nakon originalnog je emitiranja postala predmet brojnih diskusija i analiza. Korištenje naprasnog prekida nakon kojeg je uslijedilo nekoliko sekundi nijemog crnog ekrana mnoge je gledatelje navelo da pomisle kako im je u ključnom trenutku otkazao uređaj na kojem su gledali epizodu.
Među gledateljima su se pojavile dvije suprotstavljene interpretacije o konačnoj Tonyjevoj sudbini: neki su vjerovali da je ubijen dok su drugi smatrali kako je ostao živ.
Jedan od argumenata za potonju tvrdnju odnosi se na razgovor koji je Tony vodio sa šurjakom Bobbyjem u premijeri međusezone "Soprano Home Movies", u kojem Bobby komentira kako se u životu gangstera smrt može dogoditi iznenada i bez zvuka. Upitan za teorije koje su se pojavile, glasnogovornik HBO-a Quentin Schaffer je izjavio da je razgovor "opravdana" natuknica. U posljednjoj se sceni pojavljuje čovjek koji nosi jaknu marke Members Only koji odlazi u zahod; to je bio razlog za interpretaciju kako je to referenca na scenu iz Kuma u kojoj Michael Corleone u zahodu uzima pištolj kojim u restoranu ubija svoje neprijatelje.
Špekulacije su povezale jaknu s uvodnom epizodom sezone, u kojoj je Tony ustrijeljen, te kao simbolička referenca na članstvo u mafiji. Ponuđeni su i kontradiktorni argumenti o značenju završetka. Sugerirano je kako posljednja scena znači da je život nabijen strahom i opasnošću koji nikad ne prolaze. To podupiru i stihovi završne pjesme.
Pobornici ove interpretacije ističu kako zbog Tonyjeve pomirbe s obitelji Lupertazzi i njihova odobrenja Philove likvidacije nema opravdanog temelja za Tonyjevu eliminaciju. Sugerirano je i kako je sama publika "ubijena".

### Komentari Davida Chasea
Chase je iznio razne komentare oko završnice; međutim, nije objasnio značenje posljednje scene. U svojem prvom intervjuu nakon emitiranja finala u The Star Ledgeru, Chase je izjavio: "Nemam namjeru objašnjavati, braniti, reinterpretirati ili dodavati nešto što se ondje već nalazi. Nitko nije pokušavao biti odvažan, iskren prema Bogu. Učinili smo što smo smatrali da moramo učiniti. Nitko nije pokušavao zamisliti ljude, ili misliti, 'Opa, ovo će ih raspizditi.' Ljudi su pod dojmom da se pokušavate zajebavati s njima i to nije istina. Pokušavate ih zabaviti. [...] Tko god želi gledati, sve je tu."
Chase je kasnije komentirao, "Nisam to namjeravao učiniti, ali netko je rekao kako bi to bila dobra ideja ako kažemo nešto o završetku. Stvarno nisam želio ulaziti u to, ali ću reći samo ovo... kad sam pohađao filmsku školu Sveučilišta Stanford s 23 godine, otišao sam pogledati Planet majmuna sa svojom suprugom. Kad je završio, rekao sam, 'Opa... znači dočepali su se i Kipa slobode.'"
Na pitanje o trenucima tijekom i nakon posljednje scene, Chase se referirao na scenu iz epizode "Stage 5": "Tu nema ezoteričnih interpretacija. Nema Da Vincijeva koda. Sve što se odnosi na tu epizodu bilo je i u ovoj epizodi. I bilo je u epizodi prije nje i onoj prije nje i u sezonama prije njih i tako dalje. Pojavili su se nagovještaji kakav je završetak. Sjećate se kad je ubijen Gerry Torciano? Silvio nije bio svjestan da je pištolj opalio sve dok Gerry nije padao na pod. Tako stvari funkcioniraju: već se događaju dok vi primijetite." 
Chase je komentirao i obožavatelje serije: "S užitkom su gledali kako pljačka, ubija, laže i vara. Poticali su ga na to. I tada su ga, iznenada, htjeli kazniti za sve to. Htjeli su pravdu 'justice'. Htjeli su vidjeti njegov mozak prosut po zidu. Iskreno, mislio sam da je to odvratno. [...] Jadna je stvar - meni - to koliko su htjeli vidjeti njegovu krv, nakon što su navijali za njega osam godina".
U sljedećem intervjuu, Chase je izjavio: "Postoji više načina na koji možete gledati na završetak. To je sve što ću reći".
U kasnijem radijskom intervjuu, Chase je bio detaljniji oko završetka te se referirao na scene iz epizoda "Stage 5" i "Soprano Home Movies" koje su u vezi sa završetkom serije.

### Parodije
Aspekti epizode "Made in America" bili su naširoko parodirani. Završetak je parodiran u promotivnom video materijalu u sklopu predsjedničke kampanje Hillary Rodham Clinton kao i u specijalnoj epizodi Pripravnika za slavne u kojoj se pojavio bivši član član glumačke postave Obitelji Soprano Vincent Pastore.
Na završetak je referirano i tijekom uvodne točke na 59. dodjeli Emmyja, u izvedbi likova Briana Griffina i Stewieja Griffina iz serije Family Guy, te u epizodi Family Guya "Lois Kills Stewie".
"Made in America" parodirana je i u finalu sitcoma Svi mrze Chrisa iz 2009., nazvanom "Everybody Hates the G.E.D." U posljednjoj sceni te epizode, naslovni lik i članovi njegove obitelji pojedinačno dolaze u lokalnu zalogajnicu, dok na džuboksu svira Bon Jovijeva pjesma "Livin' on a Prayer".

## Vanjske poveznice
- "Made in America" u internetskoj bazi filmova IMDb-a